# Roman Vishniac
Roman Vishniac ['vɪʃniæk] (en russe : Роман Вишняк), né le 19 août 1897 et mort le 22 janvier 1990, est un photographe américain d'origine russe, principalement connu pour son travail photographique sur la culture des juifs d'Europe de l'Est avant la Shoah. L'intégralité de son œuvre est archivée à New York au Centre international de la photographie.
Vishniac a été un photographe polyvalent, un biologiste accompli, un collectionneur éclairé et professeur d'histoire de l'art. Durant toute sa vie, il contribue de manière significative aux champs de la photomicrographie et de la photographie en accéléré. Il fut un passionné d'histoire et spécialement celle de ses ancêtres. Fortement attaché à ses origines juives, il fut par ailleurs un sioniste convaincu.
Roman Vishniac acquit une renommée internationale, particulièrement pour ses photographies des shtetlekh et des ghettos juifs d'Europe centrale et orientale, ses portraits de célébrités et ses photos de microscopie biologique. Il est célèbre pour son ouvrage A Vanished World (en français Un monde disparu, voir bibliographie) publié en 1984, un des premiers livres imagés sur la culture juive d'Europe de l'Est dans les années 1930, juste avant la Shoah.

## Biographie

### Jeunesse
Roman naît dans la datcha de ses grands-parents à Pavlovsk dans la banlieue de Saint-Pétersbourg et grandit à Moscou avec ses parents et sa petite sœur Katja. Vivre dans cette ville était un droit accordé à peu de juifs qu'ils eurent parce que son père, Solomon Vishniac, était un riche fabricant de parapluie et sa mère, Manya, était la fille d'un négociant en diamants fortuné. Pendant les mois d'été la famille Vishniac se retire dans sa datcha dans la campagne entourant Moscou, souvent étouffante pendant cette période.
Pendant son enfance, Roman est fasciné par la biologie et la photographie et sa chambre est remplie de "plantes, insectes et petits animaux". Pour son septième anniversaire, sa grand-mère lui offre un microscope sur lequel il adapte rapidement un appareil photo, photographiant entre autres des muscles d'une patte de cafard grossis 150 fois. Il utilise énormément ce microscope, observant et photographiant tout ce qui lui passait sous la main : insectes morts, écailles, pollens ou encore protozoaires.
Jusqu'à dix ans, Vishniac est scolarisé à la maison, puis il intègre une école privée jusqu'à l'âge de 17 ans dans laquelle il gagne une médaille d'or pour érudition. À partir de 1914 il passe 6 années à l'Institut Shanyavsky de Moscou (aujourd'hui Université d'État des sciences humaines de Russie). Pendant cette période, il sert dans l'armée du Tsar, puis celle du gouvernement provisoire et enfin l'armée soviétique. À l'Institut, il obtient un doctorat en zoologie et devient l'assistant d'un professeur de biologie. Il fait des expériences ayant pour but d'induire la métamorphose chez l'axolotl (une espèce de salamandre aquatique) avec Nikolai Koltzoff, biologiste reconnu. Il obtient des résultats concluants qu'il ne peut publier à cause du chaos régnant en Russie à ce moment-là et voit ses expériences reproduites par d'autres. Malgré ça, il continue et suit une formation de trois ans en médecine.

### Berlin
En 1918, la famille Vishniac déménage à Berlin à cause de l'antisémitisme encouragé par la Troisième Révolution russe. Roman les suit et peu de temps après leur arrivée épouse Luta (Leah) Bagg, qui donnera naissance à deux enfants, Mara et Wolf. Roman fait vivre sa famille croissante (et parfois aussi ses parents) en faisant divers petits boulots. Pendant son temps libre, il étudie l'art d'Extrême-Orient à l'université Humboldt de Berlin. Il fait aussi des recherches en endocrinologie et en optique ainsi que quelques photos. À Berlin, il commence aussi sa carrière d'orateur en intégrant le Salamander Club où il fait régulièrement des conférences sur le naturalisme.
Dans les années 1930, alors que l'antisémitisme prend de l'ampleur en Allemagne, il fait son fameux voyage en Europe de l'Est, photographiant la culture des milieux juifs pauvres dans les villages des régions montagneuses et les ghettos urbains. Pendant environ 4 ans (la durée exacte est discutée), il voyage entre Berlin et des lieux éloignés, prenant des milliers de photos et vivant avec qui voudrait bien l'accueillir tout en continuant de subvenir aux besoins de sa famille à Berlin. En 1939, sa femme et ses enfants déménagent en Suède pour rester avec les parents de Luta, loin de l'hostilité de l'Allemagne. Il retrouve ses parents à Nice durant l'été cette année-là.
À la fin de l'été 1940, Vishniac va à Paris où il est arrêté par la police du maréchal Pétain car la Lettonie, dont il est citoyen, a été intégrée à l'Union soviétique et il est considéré comme « apatride ». Il est emprisonné au camp du Ruchard, un camp de déportation d'Indre-et-Loire. À la suite des efforts de sa femme et de l'aide du American Jewish Joint Distribution Committee, après trois mois, il obtient un visa qui lui permet de s'échapper avec sa famille aux États-Unis via Lisbonne. Son père reste en France où il restera caché pendant toute la guerre. Sa mère meurt d'un cancer à Nice en 1941,,.

### New York
La famille Vishniac fuit de Lisbonne à New York en 1940, arrivant la veille du Nouvel An. Roman essaye d'obtenir un travail pendant des jours mais sans succès : « Pour moi, c'était une période d'égarement et de peur ». Il est polyglotte et parle au moins allemand, russe et yiddish, mais ne parlant pas un mot d'anglais, les temps sont durs. Il arrive à faire quelques travaux de portrait principalement pour des clients étrangers mais les affaires vont mal. C'est pendant cette période qu'il prend un de ses plus célèbres portraits, celui d'Albert Einstein. Il arrive à la maison d'Einstein à Princeton et entre dans le bureau du scientifique sous prétexte de lui transmettre les amitiés d'un ami commun européen. Il le prend en photo alors qu'Einstein est plongé dans ses pensées et ne fait pas attention à lui. Ce dernier déclarera plus tard qu'il s'agit du portrait de lui-même qu'il préfère.
En 1946, Roman divorce de sa femme Luta et se remarie l'année suivante avec Edith Ernst une vieille amie de famille. Quelques années plus tard, il abandonne le portrait et se consacre à la photomicrographie.
Une fois aux États-Unis, Roman Vishniac essaye désespérément d'attirer l'attention sur le sort des juifs défavorisés en Europe de l'Est. Lorsque son travail est exposé à l'université Columbia en 1943, il écrit à Eleanor Roosevelt (première dame de l'époque) lui demandant de visiter l'exposition mais elle ne viendra pas. Il envoie aussi certains de ses clichés au Président, qui le remerciera poliment,.
Sur les 16 000 photos prises en Europe de l'Est, seulement 2 000 ont atteint les États-Unis,. La plupart de ces négatifs arrivèrent cachés par Roman et sa famille. D'autres sont passés en contrebande via Cuba par Walter Bierer, un bon ami. D'après le photographe lui-même :

« J'ai cousu certains des négatifs dans mes vêtements quand je suis venu aux États-Unis en 1940. La plupart d'entre eux sont restés à Clermont-Ferrand  avec mon père, une petite ville du centre de la France. Il a survécu là-bas, caché. Il a caché les négatifs sous des lattes du plancher et derrière des cadres à photo. »

### Fin de sa vie

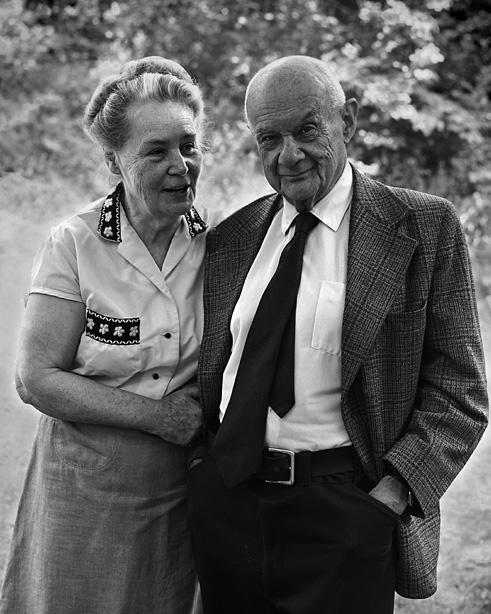
Roman et Edith Vishniac, 1977
photo par Andrew A. Skolnick

Même en vieillissant, Roman Vishniac reste très actif. En 1957, il est nommé chargé de recherche à l'Albert Einstein College of Medicine et en 1961 est promu au poste de « professeur d'enseignement biologique ». Dans les années 1970 et 80, il devient « professeur Chevron de créativité » au Pratt Institute où il donne des cours sur des sujets comme la philosophie de la photographie. Pendant cette période, il habite dans les quartiers ouest de Manhattan avec sa femme Edith, enseignant, photographiant, lisant et collectant des objets tels qu'un Bouddha du XIVe siècle, des tapisseries chinoises, des sabres japonais, plusieurs microscopes anciens, des cartes et livres anciens. Il enseigne l'art oriental et russe, la philosophie et la religion dans la science, spécialement à propos du judaïsme, l'écologie, la numismatique, la photographie et la science générale notamment à l'université de la Ville de New York et à l'université Case Western Reserve,.
Pendant sa vie, Vishniac a été le sujet et le créateur de nombreux films et documentaires. Les plus célèbres d'entre eux étant la série Biologie du vivant qui comprend sept films sur la biologie cellulaire, les systèmes et organes, l'embryologie, l'évolution, la génétique, l'écologie, la botanique, le monde animal et le monde microbien. La série a été financée par une subvention de la National Science Foundation.
Roman Vishniac reçu des titres de docteur honoris causa de la Rhode Island School of Design de l'université d'arts de Columbia et de l'université d'arts de Californie  avant de mourir d'un cancer du côlon le 22 janvier 1990.

## Photographie

### En Europe centrale et de l'Est

#### 1935-1939
Vishniac est principalement connu pour les photographies spectaculaires des communautés juives pauvres et pieuses dans les villes et shtetlach d'Europe de l'Est. Il a d'abord été chargé de prendre ces photos par l'American Jewish Joint Distribution Committee dans le cadre d'une collecte de fonds, mais Vishniac s'engagea personnellement dans ces photos. Il fit des allers-retours entre Berlin, les ghettos de Russie, Pologne, Roumanie, Tchécoslovaquie et Lituanie pendant plusieurs années après son travail pour le JDC.

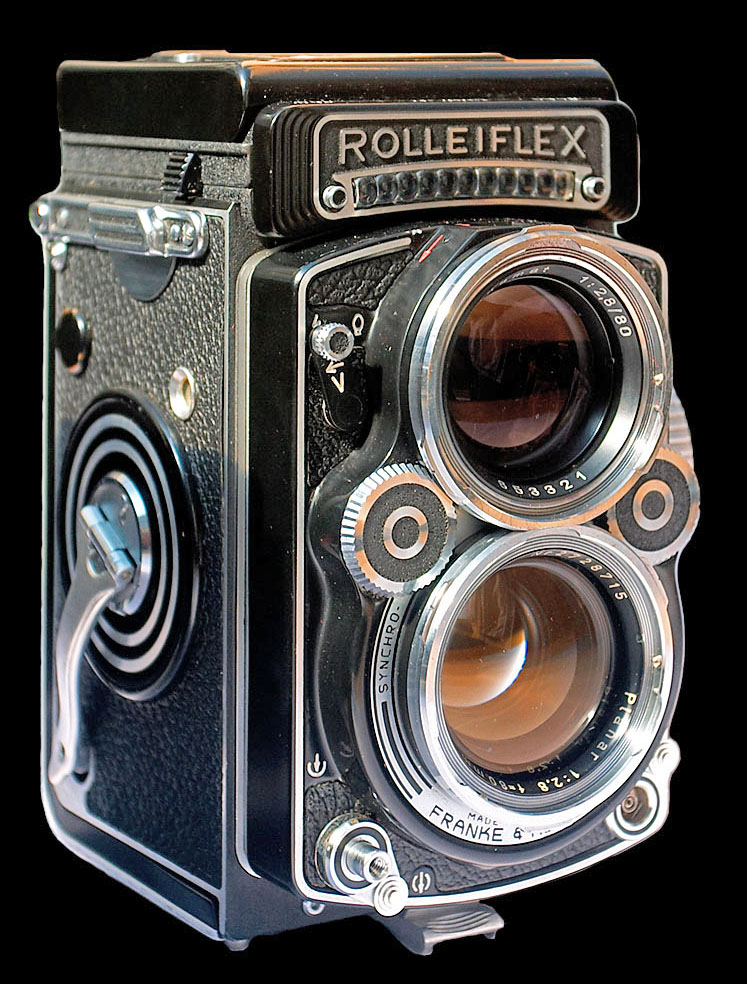
Modèle de Rolleiflex semblable à celui utilisé par Roman en Europe de l'Est.

Pendant qu'il parcourait l'Europe, Vishniac se présentait comme un vendeur de tissus ambulant, trouvant de l'aide où il pouvait et soudoyant ceux qui se mettaient en travers de son chemin. Pendant son tour d'Europe de l'Est, il fut souvent arrêté par la police pour avoir pris ces photos, parfois en étant accusé d'espionnage. Pour atteindre certains petits villages dans les montagnes, il dut transporter un lourd équipement sur son dos sur des routes et chemins abrupts, marchant sur de grandes distances. Il estima lui-même qu'il transportait environ 52 kg de matériel : Leica, Rolleiflex, caméra cinématographique, trépieds, etc.),,. Il photographia des milliers de juifs défavorisés « [...] pour préserver - au moins en image - un monde qui pourrait ne plus exister d'ici peu ».
Pour les prises de vue en intérieur, où il se servait du Leica, il était en butte à des problèmes de luminosité trop faible : il y avait rarement de la lumière artificielle dans les habitations des juifs défavorisés. Il devait donc emmener une lampe à pétrole (visible sur certain clichés), s'adosser à un mur et retenir sa respiration. Le Rolleiflex était presque exclusivement utilisé en extérieur.
Roman Vishniac ne se contenta pas de sauvegarder la mémoire de ces communautés juives mais il se battit activement aussi pour augmenter la prise de conscience de l'Ouest sur la situation qui s'aggravait en Europe de l'Est. « À travers ces photographies, il a cherché à alerter le reste du monde sur les horreurs [des persécutions nazies] », Mitgang. Par exemple, à la fin de 1938, il s'introduisit dans le camp de concentration de Zbaszyn en Pologne, proche de la frontière allemande, où étaient parqués des juifs polonais qui avaient vécu en Allemagne et avaient été expulsés par celle-ci. Après avoir photographié ce qu'il a décrit comme des "baraquements répugnants" pendant 2 jours, il s'échappa de nuit, sautant du deuxième étage d'un bâtiment et évitant les morceaux de verre et les fils barbelés. Il se servit ensuite de ces photos pour prouver l'existence de camps de ce type devant la Société des Nations,.
Plus tard, quand elles furent publiées, ces photos le rendirent suffisamment populaire pour que son travail soit présenté comme un one-man show à l'université Columbia, au musée juif, au Centre international de la photographie et autres endroits similaires.
Après la mort de Roman, d'autres photos furent découvertes à la fin de rouleaux de négatifs remplis de photos de ses projets scientifiques. L'exposition actuelle à Berlin présente certaines de ces nouvelles photos.
Il est dit que Vishniac a pris 16 000 photos durant cette période, toutes étant prises sur le vif. Cependant ces deux affirmations sont sérieusement contestées, (cf )le rare entretien accordé par Roman Vishniac de son vivant à Monique Atlan publié dans le Nouvel Observateur le 19 octobre 1984.

#### Style
Les photos des années 1930 de Vishniac sont toutes d'un style très particulier ; elles sont toutes orientées vers un même objectif : capturer la culture unique des juifs dans les ghettos d'Europe de l'Est, particulièrement les religieux et les défavorisés. Les photos qui ont été publiées se concentrent en grande partie sur ces gens, souvent en petits groupes, dans leur vie quotidienne : très souvent étudiants (en général des textes religieux), marchant (couramment par mauvais temps) et parfois juste assis, fixant l'objectif. Les mises en scène sont sombres : « Il y a difficilement un soupçon de sourire sur le moindre visage. Les regards nous fixent avec méfiance depuis d'anciennes fenêtre à la française et par-dessus des plateaux de marchands ambulants, depuis des salles de classe bondées et des coins de rue dévastés. » Gene Thornton, journaliste pour le New York Times les qualifiait de « [...] sombre de pauvreté et avec la lumière grise des hivers européens. »
Ces photos, toutes en noir et blanc ont été faites avec la lumière naturelle ou parfois une lanterne et pourtant elles sont « exceptionnellement nettes et avec une profondeur de champ surprenante ». Malgré tout, « Il y a un grain réaliste dans le style photographique de Vishniac. Il est presque possible de toucher la texture grossière des manteaux et des châles ; les épaisseurs de tissus portés par les gens semblent plus proches de l'écorce des arbres que des costumes en laine bien repassés portés par les élégants passants occasionnels ». Vishniac est connu pour avoir exagéré en écrivant les légendes de ses photos et dans certains cas il pourrait avoir inventé l'histoire derrière elles.

#### Impact
Les photos de Roman Vishniac de cette période sont souvent acclamées et sont exposées de manière permanente dans de nombreux musées. Edward Steichen considère ses photos d'avant l'Holocauste « parmi les meilleurs documents photographiques d'un endroit à un moment précis. » Malgré tout, il y a eu des critiques sur le travail de Vishniac, principalement sur le manque de diversité des sujets et la qualité de ses compositions. Il a été avancé qu'il aurait dû aussi photographier des juifs plus aisés en plus juifs pauvres des ghettos. Thornton a critiqué ses photos pour leur manque de professionnalisme : « des erreurs de mise au point et accidents de composition, comme lorsqu'une troisième jambe dépasse de manière inexpliquée du long manteau d'un écolier pressé. »
Les photos de Vishniac ont eu un profond effet sur la littérature autour de l'Holocauste et ont illustré de nombreux livres sur les ghettos juifs et la Shoah. Dans le cas de la photo The Only Flower of her Youth, l'émotion dégagée inspira à Miriam Nerlove un roman fondé sur l'histoire de la jeune fille que l'on voit.
Roman Vishniac a reçu le Memorial Award de l'American Society of Magazine Photographers (association de photographes) en 1956. Il a aussi gagné le prix de la catégorie des arts visuels du Jewish Book Council (organisation de littérature juive) en 1984. The Only Flower of her Youth a été jugée comme « la plus marquante » à l'exposition photographique internationale de Lucerne en 1952,.

### Photomicrographie et biologie
En plus des photos classiques pour lesquelles il est principalement connu, Vishniac a effectué beaucoup de travail dans les domaines de la photomicrographie (en particulier la microscopie à contraste interférentiel et la cinémicroscopie). Il s'est spécialisé dans la photographie d'insectes vivants et avait le coup de main pour prendre le spécimen en mouvement « avec juste la bonne pose », d'après Philippe Halsman, ancien président l'American Society of Magazine Photographers. À propos des capacités de Vishniac en photomicrographie, Halsman a dit qu'il était « un génie d'un type spécial ». Il a photographié toutes sortes de spécimens, du protozoaire aux lampyridae et aux acides aminés. Le travail de Vishniac en photomicrographie était et est toujours hautement considéré dans le domaine. Il a gagné le prix Best-of-the-Show de la Biological Photographic Association de New York pendant trois années consécutives à partir de 1952.
Une des contributions plus connues de Vishniac en photomicrographie a été ses photos révolutionnaires depuis l'intérieur d'un œil de luciole, derrière 4 600 minuscules ommatidies, arrangées de manière complexe. Une autre a été les images de la circulation sanguine dans la poche de la joue d'un hamster prises à l'école médicale de l'université de Boston. Vishniac a inventé de nouvelles méthodes de microphotographie en couleur et de photographie à haute vitesse par interruption de lumière. Sa méthode de colorisation, développée dans les années 1960 et le début des années 1970, utilise la lumière polarisée pour entrer dans certaines structures cellulaires et peut améliorer grandement les détails d'une image.
Dans le domaine de la biologie, Vishniac s'est spécialisé dans la microbiologie marine, la physiologie des ciliophoras, l'endocrinologie et la métamorphose. Malgré ses aptitudes et son investissement en biologie, la plupart de ses travaux dans le domaine sont moins importants que ses photographies : Vishniac a étudié l'anatomie d'un organisme avant tout pour mieux le photographier. En plus de faire des recherches sur la métamorphose de l'axolotl, il s'est aussi penché sur la morphologie des chromosomes en 1920. En tant que biologiste et philosophe, en 1950 il fait l'hypothèse de l'origine phylétique, une théorie qui explique l'apparition de la vie par des réactions biochimiques multiples et indépendantes, faisant apparaître une vie multicellulaire. En tant que philosophe, il « développe les principes de la philosophie rationnelle » dans les années 1950.

### Autres photos
Vishniac est connu pour ses photos d'accouplements d'insectes, de bars en train de nourrir et autres animaux en pleine activité. Avec patience et talent, il pouvait chasser des insectes et autres créatures semblables dans la banlieue new-yorkaise. Avant chaque chasse, il pouvait s'allonger pendant plus d'une heure dans l'herbe, se frottant avec les plantes environnantes afin de sentir moins artificiel. Il se glissait ensuite tout près de sa proie et visait patiemment la scène à l'aide d'un appareil photo reflex équipé d'une bague-allonge. Il s'entraîna même à retenir sa respiration pendant plus de deux minutes pour pouvoir prendre des images à longue exposition tranquillement.
Les sujets traités par Vishniac changèrent au cours de sa vie. Par moments, il se focalisait sur la vie de tous les jours, comme à Berlin, ou sur le portrait, prenant ses fameux portraits d'Albert Einstein et Marc Chagall. Il fut aussi un des pionniers du time-lapse, sur lequel il a travaillé entre 1915 et 1918,, puis plus tard dans sa vie.

## Photographie et religion

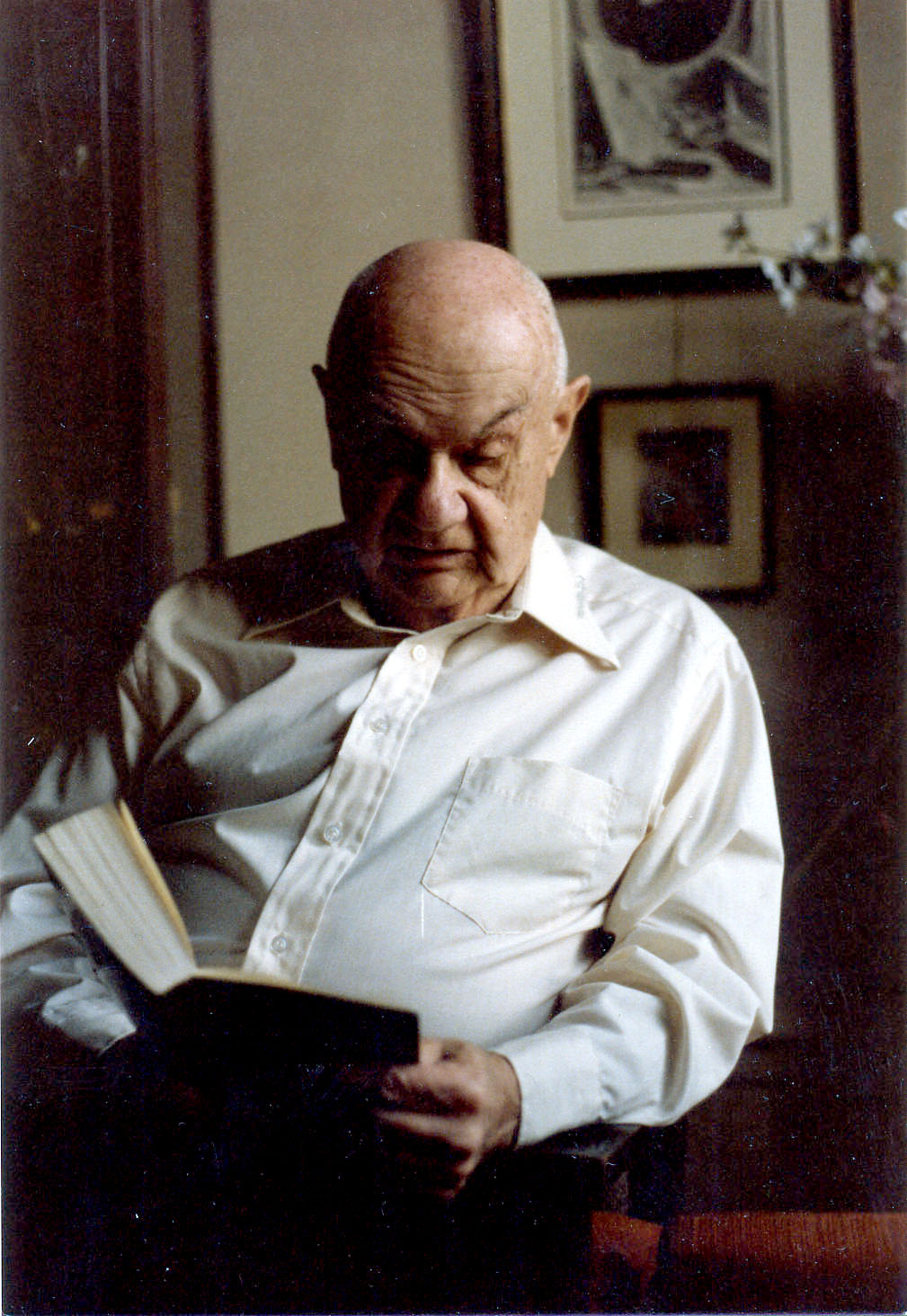
Vishniac, c. 1981

Roman Vishniac a toujours eu un lien fort avec ses racines, principalement le côté juif, « Depuis ma plus tendre enfance, mon principal centre d'intérêt a été mes ancêtres ». Il fut sioniste, et un fervent sympathisant des juifs ayant souffert de l'antisémitisme, « Oh oui, je pourrais être un professeur d'antisémitisme », annonçant aussi qu'il avait cent un membres de sa famille qui moururent lors de l'Holocauste. Il utilisa une photo célèbre qu'il prit, montrant un magasin berlinois vendant des objets permettant de distinguer les juifs des non-juifs par la forme du crâne, pour critiquer la pseudo-science des antisémites allemands.
Vishniac associa beaucoup de son travail avec la religion, mais pas spécifiquement le judaïsme. « La Nature, Dieu ou peu importe le nom donné au créateur de l'univers ressort clairement et fortement à travers un microscope », remarqua-t-il un jour dans son laboratoire.
Vivant avec le souvenir des temps difficiles, Vishniac était « un complet optimiste rempli de drames. Son humanisme n'est pas seulement pour les juifs, mais pour tout être vivant ». Il croyait probablement en Dieu ou un concept similaire, mais il ne suivait les préceptes d'aucune religion précise. Il se fâcha même avec les juifs orthodoxes dans un cas bien connu : certains juifs qu'il rencontrait au cours de son tour de l'Europe de l'Est refusaient de se laisser prendre en photo, citant la Bible et son interdiction de faire des idoles. Sa réponse devenue célèbre était : « la Torah a existé depuis plusieurs milliers d'années avant l'invention de l'appareil photo ».
Roman Vishniac était connu pour avoir un grand respect pour toutes les formes de vies. Autant que possible, il ramenait un spécimen à l'endroit exact où il l'avait capturé et une fois il « [prêta] sa baignoire à des têtards pendant des semaines avant qu'il ne puisse les ramener dans leur étang ». En accord avec sa philosophie, il photographia presque exclusivement des sujets vivants.

## Publications
| Année | Titre                                                                                                 | Description | Source |
| ----- | --- | --- | ------ |
| 1947  | Polish Jews: A Pictorial Record                                                                       | Polish Jews présente 31 images de la vie et du caractère de ces personnes « soulignant le côté spirituel de la vie des sujets et [...] il ne contient aucune des photos que [Roman Vishniac] a pris pour mettre l'accent sur la lutte économique dans laquelle les juifs étaient engagés » ; Essais par Abraham Joshua Heschel. | [ 22 ] |
| 1947  | Die Farshvundene Velt: Idishe shtet, Idishe mentshn. The Vanished World: Jewish Cities, Jewish People | Édité par Raphael Abramovitch; titre, texte et légendes en anglais et yiddish; contient des photographies par R. Vishniac, A. Kacyzna, M. Kipnis et d'autres. Première édition de la plus ancienne et la plus complète des histoires picturales de la vie des juifs au début de la période nazie.                               | ,      |
| 1955  | Spider, Egg and Microcosm: Three Men and Three Worlds of Science                                      | Publié par Eugene Kinkead; Les trois hommes étaient Petrunkevitch, Romanoff et Vishniac | [ 2 ]  |
| 1956  | This Living Earth (Nature Program)                                                                    | Publié par N. Doubleday | [ 30 ] |
| 1957  | Mushrooms (Nature Program)                                                                            | Préparé avec la coopération de la National Audubon Society; Publié par N. Doubleday | [ 31 ] |
| 1959  | Living Earth                                                                                          | Illustrations par Louise Katz; sujet : faune du sol | [ 32 ] |
| 1969  | A Day of Pleasure: Stories of a Boy Growing Up in Warsaw                                              | Écrit par Isaac Bashevis Singer | [ 33 ] |
| 1971  | Building Blocks of Life: Proteins, Vitamins, and Hormones Seen Through the Microscope                 | Publié par les Éditions Scribner | [ 2 ]  |
| 1972  | The Concerned Photographer 2                                                                          | Grossman Publishers; Édité par Cornell Capa, textes par Michael Edelson; en coopération avec le CIP | [ 2 ]  |
| 1974  | Roman Vishniac                                                                                        | du CIP | [ 2 ]  |
| 1983  | A Vanished World                                                                                      | Avant-propos par Elie Wiesel; cette version est sensiblement différente de l'original de 1947, étant complètement refaite et avec beaucoup moins de photos. Il s'agit probablement de la collection la plus connue de Vishniac et qui a le plus contribué à le rendre célèbre.                                                  | [ 34 ] |
| 1985  | Roman Vishniac                                                                                        | Par Darilyn Rowan, publié à l'Arizona State University School of Art. | [ 35 ] |
| 1993  | To Give them Light: The Legacy of Roman Vishniac                                                      | Notes biographiques par Mara Vishniac Kohn, édité par Marion Wiesel | [ 3 ]  |
| 1993  | Roman Vishniac: The Platinum Prints                                                                   | du Centre international de la photographie | [ 36 ] |
| 1999  | Children of a Vanished World                                                                          | Édité par Mara Vishniac Kohn et Hartman Flacks | [ 10 ] |
| 2005  | Roman Vishniac's Berlin                                                                               | Édité par James Howard Fraser, Mara Vishniac Kohn et Aubrey Pomerance pour le musée juif de Berlin | [ 37 ] |

Library of Congress.
Pour une liste plus complète des publications de et sur Roman Vishniac, voir pages 94 et 95 de Roman Vishniac publié par CIP et les archives de la |

## Principales expositions
| Année     | Lieu | Description | Source |
| --------- | --- | --- | ------ |
| 1943      | Teacher's College, université Columbia, New York | , |        |
| 1962      | IBM Gallery, New York | One-man show; Through the Looking Glass | [ 2 ]  |
| 1971      | Musée juif de New York, New York | The Concerns of Roman Vishniac. La première exposition complète du travail de Vishniac, produit par le CIP | [ 2 ]  |
| 1972–1973 | Art Gallery de l'université d'État de New York à Albany; Corcoran Gallery of Art, Washington; New Jersey Public Library, Fair Lawn; Kol Ami Museum, Los Angeles; Judaica Museum, Phoenix | The Concerns of Roman Vishniac tourna dans tous les États-Unis par le CIP. Cette exposition était probablement une prolongation de la précédente au musée Juif; cela dit, elle est listée comme un événement indépendant dans Roman Vishniac | [ 2 ]  |
| 1984      | Centre Georges-Pompidou, Paris | Un Monde Disparu | [ 6 ]  |
| 2001      | Spertus Institute of Jewish Studies, Chicago | 50 photos de Vishniac provenant de Roman Vishniac Children of a Vanished World; Mara Vishniac Kohn oratrice invitée | [ 11 ] |
| 2005–2007 | Musée juif de Berlin, Goethe-Institut New York | Titre: Roman Vishniac's Berlin; exposition de 90 images à Berlin, certaines encore jamais vues par le public. | ,      |
| 2006–2007 | Musée d'art et d'histoire du judaïsme, Paris | Roman Vishniac : un monde disparu. |        |
| 2013      | Centre international de la photographie, New York | Exposition de clichés non publiés | [ 1 ]  |
| 2014      | Musée d'art et d'histoire du judaïsme, Paris | Roman Vishniac, de Berlin à New York, 1920-1975 | [ 40 ] |

 Florent Le Bot, compte rendu de l'exposition "Roman Vishniac, de Berlin à New York, 1920-1975", 09.02.2015